# 贝廷根 (莱茵兰-普法尔茨州)
贝廷根是德国莱茵兰-普法尔茨州的一个市镇。总面积7.25平方公里，总人口997人，其中男性529人，女性468人（2011年12月31日），人口密度138人/平方公里。